# Pirika
Pirika (hrvatski nazivi: pirika, pirevina, pir; lat. Agropyron), rod trajnica iz porodice trava (Poaceae). Postoji 15 vrsta i jedne hibridna, koje su rasprostranjene po velikim dijelovima Euroazije, te na sjeveru Afrike. U Hrvatskoj raste A. cristatum ili Krestavi pir. Vrsta češljasta pirika je Agropyron pectiniforme čiji je sinonim A. cristatum subsp. pectinatum (M.Bieb.) Tzvelev, nalazi se na Crevenom popisu Hrvatske kao ugrožena.
Imenom pirika ponekad se nazivaju i vrste roda Elymus. Poznata vrsta puzava pirika, Elymus repens (L.) Gould), nekada se uključivala u ovaj rod, a danas se vodi kao predstavnik ječmika i poznata je po tome što je česta u vrtovima.

## Vrste
1. Agropyron badamense Drobow
2. Agropyron brachyphyllum Boiss. & Hausskn. ex Boiss.
3. Agropyron bulbosum Boiss.
4. Agropyron cimmericum Nevski
5. Agropyron cristatum (L.) Gaertn.. 12 podvrsta
6. Agropyron dasyanthum Ledeb.
7. Agropyron desertorum (Fisch. ex Link) Schult.
8. Agropyron deweyi Á.Löve
9. Agropyron fragile (Roth) P.Candargy
10. Agropyron michnoi Roshev.
11. Agropyron mongolicum Keng
12. Agropyron pectiniforme Roem. & Schult., češljasta pirika
13. Agropyron praetermissum (Nevski) Tzvelev & Prob.
14. Agropyron tanaiticum Nevski
15. Agropyron thomsonii Hook.f.
16. Agropyron ×pilosiglume Tzvelev